# スイート16 キャンドルに願いを
『スイート16 キャンドルに願いを』（原題：16 Wishes）は、2010年にカナダとアメリカで放送されたディズニー・チャンネル・オリジナル・ムービー。16歳の誕生日を迎えるティーンエイジャーの心の変化と成長を描くファンタジー・コメディー映画。

## あらすじ
アビー・ジェンセンは自分の部屋に大好きなスター、ジョーイ・ロックハートのポスターを貼るごく普通の女の子。
彼女は毎年自分の誕生日に願い事を書き留め "アビーの16の願い" というリストを作っていた。
ついに心待ちにしていた16歳の誕生日の朝を迎えたアビーは、ベッドから体を起こすなりリストの最後の項目に意中の男の子の写真を貼り付け素敵な16の誕生日の始まりに胸を膨らませっていたが、家族の振る舞いや急なスズメバチの訪問、パジャマにスリッパでの登校など不幸続き。そのうえ向かいに住むクリスタに車を見せつけられ人生で最低な誕生日だと落胆する。
そんな後ろ向きな感情を抱きつつも幼馴染で親友のジェイとバス停への道を歩いていると、そこに奇妙な誕生日プレゼントが届く。

## 登場人物
アビゲイル・ルイーズ "アビー" ジェンセン
演 - デビー・ライアン（吹き替え：宮原永海）
毎年誕生日に願い事を書き留め、その全16項目の秘密のリストをクローゼットの中に貼っている。16歳の誕生日を完璧にしたいと考えてはいたが幸先が良いとは言えず、1日に不安を抱く。少し調子に乗りやすい性格。ジェイとは幼いころからの親友。
ジェイ・ケプラー
演 - ジャン＝リュック・ビロドー（吹き替え：成瀬誠）
アビーとは永遠の親友(Best Friend Forever)と言い交した仲。ジェイ本人としてはアビーに友情以外の感情も抱いている様子。生徒会選挙に関心がある節がある。
セレステ
演 - アンナ・メイ・ルートリッジ（吹き替え：荒木真有美）
害虫駆除業者として登場するが、ただの害虫駆除業者ではなさそう。
クリスタ・クック
演 - カリッサ・タインズ（吹き替え：西墻由香）
勝負ごとに限らず常にアビーより優位に立っているが、8歳のころから何かとアビーを敵視し突っかかる。
ローガン・ブキャナン
演 - キーナン・トレイシー
アビーが想いを寄せるいわゆる"イケメン"。スポーツカーが好き。
マイク・ジェンセン
演 - ケイナン・ウィーブ
アビーの弟。ギターが趣味で作曲もしている様子だが手にしているのは音すら鳴らないオモチャ。
ボブ・ジェンセン
演 - パトリック・ギルモア
アビーとマイクの父。家族を大切にするよき父親だが少し軽い。
スー・ジェンセン
演 - ケンドール・クロス
アビーとマイクの母でボブの妻。ボブと同じく家族を大切にするが少しいい加減な母。

## その他
この映画の一部はブリティッシュコロンビア州ラングリー市のウォルナットグローブ中学校で撮影された。